# Данковский, Генрик
Генрик Данковский (пол. Henryk Dankowski; 5 января 1929, Близанув) — польский генерал военной контрразведки и госбезопасности, сподвижник Чеслава Кищака. Предпоследний начальник Службы безопасности ПНР в 1986—1989 годах. 

## В контрразведке
Родился в деревенской семье из гмины Близанув Калишского повята. С 1950 служил в армии ПНР. В 1958 был направлен в Миньск-Мазовецки в Учебный центр войсковой внутренней службы. После окончания курсов служил в органах военной контрразведки.
В 1959—1961 Генрик Данковский — помощник начальника отдела войсковой внутренней службы в Щецине. С 1962 по 1968 — в Управлении войсковой внутренней службы Поморского военного округа в Быдгоще. С 1968 переведён в Варшаву — в центральный аппарат внутренней службы Войска Польского. Был старшим помощником начальника 2-го отдела II управления (надзор за военными патрулями и обеспечением правопорядка). В 1973—1977 исполнял обязанности начальника отдела. С 1979 — начальник войсковой внутренней службы Поморского военного округа.
Состоял в правящей компартии ПОРП. В 1976 прошёл обучение на курсах Высшей школы КГБ в Москве.

## В госбезопасности

### Переход в СБ
В мае 1982 — период военного положения — Генрик Данковский был переведён из военной контрразведки в Службу безопасности МВД. К тому времени министром внутренних дел ПНР являлся генерал Чеслав Кищак — один из высших руководителей ПОРП и ПНР, член Военного совета национального спасения. Ранее Кищак возглавлял военную контрразведку и являлся одним из начальников Данковского.
В 1982—1986 Данковский был начальником ключевого III департамента СБ МВД — «борьба с антигосударственной деятельностью» (сменил на этом посту Генрика Вальчиньского). Являлся одним из главных организаторов репрессий против подпольной Солидарности и других оппозиционных движений. В июле 1985 назначен заместителем начальника СБ.

### Начальник СБ
20 декабря 1986 генерал дивизии Генрик Данковский сменил Владислава Цястоня на посту начальника СБ МВД ПНР. Одновременно он занял пост заместителя министра внутренних дел Кищака. Оставался во главе госбезопасности ПНР до конца 1989 года. (Начальникома III департамента после Даноквского стал Кшиштоф Майхровский.)
Этот период был отмечен политическими манёврами руководства ПОРП, которые отражались и на карательной политике. Власти пытались совместить подавление подпольных структур «Солидарности» с декларативными уступками — причём всё это происходило на фоне ужесточавшегося экономического кризиса.
Генерал Данковский выступал проводником этого курса. Он характеризовался как деятель, более гибкий и креативный, нежели его предшественник. В оперативной практике успехом СБ под руководством Данковского стал арест лидера Борющейся Солидарности Корнеля Моравецкого (чего при Цястоне не удавалось на протяжении шести лет). С другой стороны, Данковский санкционировал отъезд за границу — вместо очередного ареста — видного активиста «Солидарности» Богуслава Сливы

Репрессивные «гайки» завинчивались и ослаблялись в зависимости от ситуации.

В 1988 году Новая забастовочная волна вынудила руководителей ПОРП — прежде всего Чеслава Кищака — пойти на конфиденциальные переговоры с «Солидарностью» и провести Круглый стол. Согласно решениям Круглого стола, на 4 июня 1989 года были назначены «полусвободные» выборы. Генрик Данковский инвентаризировал списки кандидатов-осведомителей на предмет использования будущих депутатов в качестве в интересах СБ и ПОРП.
Несмотря на «полусвободный» характер, фактическую победу на выборах одержала «Солидарность». Обстановка в стране необратимо изменилась. В последние месяцы пребывания во главе СБ Данковский занимался уничтожением архивов госбезопасности. Особое внимание он уделял сохранению контроля и использованию агентуры, избранной в депутаты сейма.

### Заместитель министра
1 ноября 1989 Генрик Данковский оставил руководство госбезопасностью (его преемником стал Ежи Карпач — последний начальник СБ МВД ПНР). Однако днём раньше Данковский был назначен первым заместителем министра внутренних дел Чеслава Кищака (сменил генерала Владислава Пожогу). Занимал этот пост до 6 июля 1990. Министром внутренних в некоммунистическом правительстве Тадеуша Мазовецкого был назначен представитель «Солидарности» Кшиштоф Козловский. Заместители министра Збигнев Пудыш и Генрик Данковский ушли в отставку вместе с Кищаком.

## На пенсии
После смены общественно-политического строя Польши Генрик Данковский удалился в частную жизнь. В отличие от ряда других функционеров СБ, к судебной ответственности он не привлекался. Выступал в свидетелем защиты на процессе Владислава Цястоня и Юзефа Сасина — комментаторы расценивали его выступление как «издевательское» в отношении оппозиционеров, подвергавшихся преследованиям в ПНР.
«Спокойная пенсия» Данковского рассматривается как результат негласных договорённостей, заключённых в Магдаленке.